# Kipferlia bialata
Kipferlia bialata ist eine Protistenart, die zur Gruppe der Carpediemonas-like organisms der Fornicata gehört. Sie ist der einzige Vertreter ihrer Gattung. Die Art ähnelt den Arten der Gattungen Carpediemonas und Dysnectes in Aussehen und Habitat, unterscheidet sich aber genetisch von ihnen.

## Merkmale
Die Zellen sind freilebend, farblos, besitzen 2 Geißeln und weisen an der Bauchseite eine auffällige Rinne auf. Der rechte Rand der Rinne ist durch eine feine Membran deutlich erweitert, welche mittels Rasterelektronenmikroskopie sichtbar ist. Die hintere Geißel schlägt innerhalb der Rinne und trägt einen einzelnen, breiten, ventral positionierten Flügel.

## Vorkommen
Kipferlia bialata kommt in sauerstoffarmen Bereichen der Meere vor.

## Systematik
Kipferlia bialata wurde ursprünglich 1938 von Jakoba Ruinen als Cryptobia bialata erstbeschrieben. Lee und Patterson ordneten die Art 2000 als Carpediemonas bialata in die Gattung Carpediemonas ein. 2010 wurde sie von Martin Kolisko et al. in eine eigene Gattung Kipferlia gestellt.
Der Name Kipferlia geht auf das deutsche Wort Kipferl (Mehrzahl Kipferln) zurück. So werden in Österreich und Süddeutschland kleine halbmondförmige Backwaren genannt. Der Name bezieht sich auf die Form der Art.